# アナ・ブランディアナ
アナ・ブランディアナ（Ana Blandiana、ルーマニア語発音: [ˈana blandiˈana]; オティリア・ヴァレリア・コマンのペンネーム。1942年3月25日-）は、ルーマニアの詩人、エッセイスト、そして政治家。彼女は現代ルーマニアにおける最も有名な作家の一人とされている。「ブランディアナ」という名前は、彼女の母親の故郷であるアルバ県ヴィンツ・デ・ジョス近郊のブランディアナという地名から採られている。
2017年10月、彼女はカナダのグリフィン詩賞生涯表彰賞の12人目の受賞者と発表された。2019年にはストルガ詩の夕べ金冠賞を受賞した。

## 作家としての経歴
アナ・ブランディアナは1942年3月25日、オティリア・ヴァレリア・コマンとしてティミショアラに生まれた。父親のゲオルゲ（1915-1964）は正教会の司祭で、かつてファシスト鉄衛団 に所属しており、共産主義者の監獄に長年捕らえられ特赦で釈放された数週間後に事故死した。母親は会計士のオティリア（ディアク）だった。1947年に妹のジェータが生まれた。1960年に彼女は作家のロムルス・ルサンと結婚した。
1959年に北西部の都市クルジュ＝ナポカでTribuna誌に最初の作品を発表した時、アナ・ブランディアナの名前を初めて使い、彼女の作品はアンソロジー『30人の若い詩人』に掲載された。しかし「人民の敵の娘」の書いたものとして4年間の発表禁止となり、大学入学も禁じられ、石工をはじめ様々な職に就いた。1963年、4年間の執筆停止期の後、ジョージ・イヴァスク編集のContemporanul誌に作品が掲載された。
1964年には詩集『複数の一人称』（First Person Plural）で編集デビューし、ニコラエ・マノレスクが序文を書いた。この詩集で彼女は叙情詩人として評価された。彼女は1966年の詩集『アキレスのかかと』 （Achilles' Heel）と1969年の『三つ目の秘密』（The Third Secret）で知られるようになった。1966年、ブランディアナはフィンランドのラハティで開かれた国際詩コンテストに初めて出場した。
1967年、ロマンス語の古典語を専攻した大学を卒業し、彼女はブカレストに移住した。その翌年まで彼女はViața studențească誌の編集者の一人であり、その後1975年までAmfiteatru誌の編集者を務めた。1968年からは新聞に定期的にコラムを20年間書いたが、隠喩的表現に満ちた内容で弾圧の口実を与えなかった。1969年には、舞台監督のアンドレイ・セルバン、俳優のイリーナ・ペトレスク、マリアナ・ミフット、フロリアン・ピティスと共に、テレビで2回の朗読会を行った。
1975年から1977年まで、彼女はブカレストの美術研究所の図書館員であった。1976年に彼女の作品が初めてジャン・ピエール・ロネによりフランス語に翻訳され、Croisière du Club des Poètes誌に載った。1978年にはパリで、ロネの設立した有名な詩の出版社クラブ・デ・ポエット社の主催する第1回国際詩祭に参加した。
1982年にウィーンで、作品の非政治的な側面を讃えられ、哲学者ゴットフリート・フォン・ヘルダーに因んだヘルダー賞を贈られた。
1984年、ブランディアナの詩「全部」（Everything）が文芸誌『円形劇場』に掲載された。「全部」は当時のブカレストでの日常生活の断片を列挙したもので、ルーマニアの生活の公式の側面と、対照的に単調で貧しい生活とのコントラストを描いたものだった。この詩は批判的であったので、出版後数時間で回収され編集者が解雇される事態になった。しかしながら、この詩は西欧のメディアに翻訳され、ルーマニアでも限定的に地下で流通した。詩作で弾圧されたことがヨーロッパ各国で報道され、諸国の作家たちが抗議の署名運動をおこした。執筆禁止は2か月で解かれた。
1987年、彼女は『音節の街』（City of syllables）をSport-Turism Publishing Houseから出版したが、この本は彼女が旅行した100以上の世界の国々や都市について書いたものだった。同じ年、ソ連でもモスクワのラドゥーガ出版社から、ロシア語タイトルStihotvorenia, rasskazî, asseで出版された。チャウシェスクの秘密警察は彼女を反体制派と扱ったが、1989年にミネルヴァ出版社は最も人気のあるシリーズ『全ての人のための図書館』（Library for all people）で彼女の詩のアンソロジーを出版した。彼女の友人たちは、図書館の書架にその本はいつも見つけられないだろうと言ったが、しかし『詩集』の序文を書いたのは文芸批評家のユージン・シミオンであった。
1988年、権力者をからかう児童向け詩集『わが町の人気者』を出すが発禁になり、独裁政権崩壊まで続いた。私生活は監視され、学校の授業で彼女の名を出すのも禁止された。
1989年のルーマニア革命の後、彼女は政治活動にはいり、共産主義の遺産からの解放を唱え、それは開かれた社会を目指すものだった。文芸活動からは遠ざかったものの、1991年に『波の建築』（Waves' Architecture）、『100の詩』（100 Poems）、そして1992年に散文『喝采の引き出し』（The Drawer of Applause）を出版した。1992年、彼女は政治犯として捕らわれているゲオルゲ・ゴグ・ラドゥレスクの釈放を求める運動をしたが、彼は共産党中央委員会執行政治委員会の元メンバーで共産主義政権時代には彼女の擁護者であった。
アナ・ブランディアナのこのほかの著作は次の通り。1970年『50の詩』、1972年『10月、11月、12月』、1980年『私の庭の出来事』、1984年『砂の時間』、1988年『私の通りの出来事』、1996年『死の翌朝』、1997年『天使の集合』、1998年『アルパージュの白書』。そのほかに6冊のエッセイと4冊の散文がある。彼女の作品は16か国語に翻訳されている。
『砂の時間』はPeter JayとAnca Cristofoviciにより英語に翻訳されている。
1992年に国際交流サービス協会の招待で来日し、詩人の大岡信らと交流した。

## 英語に翻訳されたアンソロジー
- 2019 -Testament - 400 Years of Romanian Poetry/400 de ani de poezie românească - Minerva Publishing 2019 - Daniel Ioniță (editor and principal translator), with Daniel Reynaud, Adriana Paul, and Eva Foster. ISBN 978-973-21-1070-6
- 2020 - Romanian Poetry from its Origins to the Present - bilingual edition - Daniel Ioniță (editor and principal translator) with Daniel Reynaud, Adriana Paul, and Eva Foster - Australian-Romanian Academy Publishing - 2020 - ISBN 978-0-9953502-8-1 ; OCLC 1288167046
- Testament - Anthology of Romanian Verse - American Edition - monolingual English language edition - Daniel Ioniță (editor and principal translator) with Eva Foster, Daniel Reynaud, and Rochelle Bews - Australian-Romanian Academy for Culture - 2017 - ISBN 978-0-9953502-0-5
- Born in Utopia - An anthology of Modern and Contemporary Romanian Poetry - Carmen Firan and Paul Doru Mugur (editors) with Edward Foster - Talisman House Publishers - 2006 - ISBN 1-58498-050-8
- The Phantom Church and Other Stories from Romania - Georgiana Farnoaga and Sharon King (editors and translators) - University of Pittsburgh Press - 1997 - ISBN 978-0-8229-5608-2

## 所属
- ルーマニア作家連合（英語版）会員
- ヨーロッパ詩歌アカデミー会員
- 1990年-2004年 ルーマニアペンクラブ会長（1990年の再設立後）[12][13]
- 1994年- 市民連合財団（英語版）の創設者、リーダー[13][14]。ルーマニアの非政党組織で、その目的は50年以上にわたる共産主義時代のルーマニアの結果を緩和することにある。

## 栄誉
- 1982年 - ヘルダー賞（ウィーン）[5][3]
- 2009年 - レジオンドヌール勲章（フランス）[3]
- 2014年 - ルーマニア勇気ある女性賞（米国国務省）[3]
- 2016年 - ヨーロッパ自由詩人賞（グダニスク）[3]
- 2017年 - グリフィン詩賞 優秀詩人賞（グリフィントラスト、トロント）[2][3]
- 2019年 - ストルガ詩の夕べ金冠賞（マケドニア）[3]
- 2024年 - アストゥリアス皇太子賞 文学部門